# Whiston
Whiston é uma cidade no condado de Merseyside, Inglaterra, situada a cerca de 8 milhas (12.9 km) a leste do centro de Liverpool. No censo de 2001 a população registrada foi 13,629.